# Buléon
Buléon település Franciaországban, Morbihan megyében. Lakosainak száma 546 fő (2022. január 1.). Buléon Lantillac, Guégon, Guéhenno, Bignan, Saint-Allouestre és Radenac községekkel határos.

## Népesség
A település népességének változása:
| Lakosok száma | 523  | 509  | 492  | 436  | 503  | 516  | 534  | 540  | 542  | 546  |
|               | 1968 | 1982 | 1990 | 2006 | 2013 | 2015 | 2017 | 2019 | 2020 | 2022 |